# Walzbachtal
Walzbachtal este o comună din landul Baden-Württemberg, Germania.